# Ibn-Ruschd-Preis
Der Ibn-Ruschd-Preis für Freies Denken (arabisch جائزة ابن رشد للفكر الحرّ, DMG Ǧāʾizat Ibn Rušd lil-fikr al-ḥurr; englisch: Ibn Rushd Price for Freedom of Thought) wird für Verdienste um die Demokratie und Meinungsfreiheit in der islamischen Welt vergeben.

## Geschichte
Der seit 1999 ausgeschriebene Preis ist mit 2.500 Euro dotiert, Träger ist der parteiunabhängige Ibn-Ruschd-Verein (مؤسسة ابن رشد للفكر الحرّ, DMG Muʾassasat Ibn Rušd lil-fikr al-ḥurr; Ibn Rushd Fund for Freedom of Thought) von vornehmlich in Deutschland lebenden arabischen Bürgern. Der Verein wurde 1998, am 800. Todestag des Philosophen, Arztes und Richters Ibn Ruschd (1126–1198) – im europäischen Mittelalter bekannt unter dem Namen Averroes – gegründet. Ibn Ruschd, einer der bekanntesten Kommentatoren von Aristoteles und Kritiker des früheren Theologen und späteren Mystikers (Sufi) al-Ghazali (1058–1111), wurde als Namenspatron gewählt, da er für den Brückenschlag zwischen Islam und Aufklärung steht. Der Verein möchte an diese theologische und philosophische Blütezeit in der arabischen Welt anknüpfen.

## Preisträger
- 1999 al-Dschasira, Fernsehsender
- 2000 Issam Abdulhadi, palästinensische Frauenrechtlerin
- 2001 Mahmud Amin al-Alim, ägyptischer Publizist
- 2002 Asmi Bischara, arabischer Abgeordneter der israelischen Knesset
- 2003 Mohammed Arkoun, algerisch-französischer Philosoph und islamischer Gelehrter
- 2004 Sonallah Ibrahim, Schriftsteller
- 2005 Nasr Hamid Abu Zaid, Islamwissenschaftler und Hermeneutiker
- 2006 Fatima Ahmed Ibrahim, sudanesische Frauenrechtlerin[1]
- 2007 Nouri Bouzid, tunesischer Filmemacher
- 2008 Mohammed Abed Al Jabri, marokkanischer Philosoph und Literaturwissenschaftler
- 2009 Samir Amin, ägyptischer Ökonom und Kritiker des Neokolonialismus
- 2010 al-Hewar al-Mutamaddin, arabisches Internetforum
- 2011 Sihem Bensedrine, tunesische Journalistin[2]
- 2012 Razan Zaitouneh, syrische Anwältin und Menschenrechtsaktivistin
- 2013 Rim Banna, palästinensische Sängerin
- 2014 Rached al-Ghannouchi, tunesischer Politiker
- 2015 Aisha Odeh (Palästina), Mustafa Khalifa (Syrien), Ahmed Marzouki (Marokko) – alle: Gefängnisliteratur
- 2016 (nicht vergeben)
- 2017 die palästinensische Organisation AMAN – Coalition for Accountability and Integrity. Koalition für Rechenschaftspflicht und Integrität, zugleich der palästinensischen Abteilung von Transparency International[3]
- 2018 (nicht vergeben)
- 2019 Sara Qaed, Karikaturistin aus Bahrain[4]
- 2020 (nicht vergeben)
- 2021 (nicht vergeben)
- 2022 Nayla Tabbara (Libanon, Adyan Foundation) und Saad Salloum (Irak, Masarat) für ihre Arbeit für die religiöse Freiheit[5]